# Tanakajd
Tanakajd es un pueblo ubicado en el distrito de Szombathely, condado de Vas, Hungría.

## Superficie
Posee una superficie de 11,82 kilómetros cuadrados.

## Demografía
Hasta 2022 la población era de 766 habitantes, con una densidad de población de 64,81 habitantes por kilómetro cuadrado.